# Premi e riconoscimenti dei Winner
Questa è una lista dei premi e dei riconoscimenti ricevuti dai Winner, gruppo musicale sudcoreano che debuttò nell'agosto 2014 sotto la YG Entertainment.

## Premi coreani
Asia Artist Award
| Anno | Premio                                   | Ricevente | Risultato   |
| ---- | ---------------------------------------- | --------- | ----------- |
| 2016 | Artisti più popolari (cantanti) – Top 50 | Winner    | Candidato/a |
| 2017 | Premio popolarità (cantanti)             | Winner    | Candidato/a |
| 2018 | Premio popolarità (cantanti)             | Winner    | Candidato/a |

Circle Chart Music Award
| Anno | Premio                                    | Ricevente         | Risultato       |
| ---- | ----------------------------------------- | ----------------- | --------------- |
| 2015 | Nuovo artista dell'anno (gruppi maschili) | Winner            | Vincitore/trice |
| 2015 | Canzone dell'anno (agosto)                | "Empty"           | Candidato/a     |
| 2015 | Canzone dell'anno (settembre)             | "Empty"           | Candidato/a     |
| 2017 | Canzone dell'anno (febbraio)              | "Baby Baby"       | Candidato/a     |
| 2017 | Canzone dell'anno (febbraio)              | "Sentimental"     | Candidato/a     |
| 2018 | Canzone dell'anno (aprile)                | "Really Really"   | Candidato/a     |
| 2018 | Canzone dell'anno (agosto)                | "Love Me Love Me" | Candidato/a     |
| 2020 | Canzone dell'anno (maggio)                | "Ah Yeah"         | Candidato/a     |

Golden Disc Award
| Anno | Premio                                            | Ricevente       | Risultato       |
| ---- | ------------------------------------------------- | --------------- | --------------- |
| 2015 | Disco bonsang                                     | 2014 S/S        | Candidato/a     |
| 2015 | Bonsang digitale                                  | "Empty"         | Candidato/a     |
| 2015 | Miglior nuovo artista dell'anno (gruppi maschili) | Winner          | Vincitore/trice |
| 2015 | Premio popolarità                                 | Winner          | Candidato/a     |
| 2018 | Daesang digitale                                  | "Really Really" | Candidato/a     |
| 2018 | Bonsang digitale                                  | "Really Really" | Vincitore/trice |
| 2018 | Premio popolarità globale                         | Winner          | Candidato/a     |
| 2019 | Premio popolarità                                 | Winner          | Candidato/a     |
| 2019 | Star pop più popolare per NetEase                 | Winner          | Candidato/a     |

MBC Plus X Genie Music Award
| Anno | Premio                        | Ricevente | Risultato   |
| ---- | ----------------------------- | --------- | ----------- |
| 2018 | Canzone dell'anno             | "Everday" | Candidato/a |
| 2018 | Premio musica Rap/Hip         | "Everday" | Candidato/a |
| 2018 | Premio Genie Music Popularity | Winner    | Candidato/a |

Melon Music Award
| Anno | Premio                     | Ricevente       | Risultato       |
| ---- | -------------------------- | --------------- | --------------- |
| 2014 | Miglior nuovo artista      | Winner          | Vincitore/trice |
| 2014 | Top 10 artisti             | Winner          | Vincitore/trice |
| 2014 | Netizen Popularity Award   | Winner          | Candidato/a     |
| 2014 | Artista dell'anno          | Winner          | Candidato/a     |
| 2014 | Album dell'anno            | 2014 S/S        | Candidato/a     |
| 2016 | Top 10 artisti             | Winner          | Candidato/a     |
| 2016 | Netizen Popularity Award   | Winner          | Candidato/a     |
| 2016 | Kakao Hot Star Award       | Winner          | Candidato/a     |
| 2016 | Premio miglior Dance Track | "Sentimental"   | Candidato/a     |
| 2017 | Top 10 artisti             | Winner          | Vincitore/trice |
| 2017 | Artisti dell'anno          | Winner          | Candidato/a     |
| 2017 | Netizen Popularity Award   | Winner          | Candidato/a     |
| 2017 | Kakao Hot Star Award       | Winner          | Candidato/a     |
| 2017 | Canzone dell'anno          | "Really Really" | Candidato/a     |
| 2017 | Premio miglior Dance Track | "Really Really" | Candidato/a     |
| 2019 | Top 10 artisti             | Winner          | Candidato/a     |

Mnet Asian Music Award
| Anno | Premio                                      | Ricevente       | Risultato       |
| ---- | ------------------------------------------- | --------------- | --------------- |
| 2014 | Miglior nuovo artista                       | Winner          | Vincitore/trice |
| 2014 | Artista dell'anno                           | Winner          | Candidato/a     |
| 2017 | 2017 Favorite KPOP Star                     | Winner          | Candidato/a     |
| 2017 | Miglior Best Vocal Performance di un gruppo | "Really Really" | Candidato/a     |
| 2017 | Canzone dell'anno                           | "Really Really" | Candidato/a     |
| 2017 | Mwave Global Fans' Choice                   | "Really Really" | Candidato/a     |
| 2019 | Canzone dell'anno                           | "Millions"      | Candidato/a     |
| 2019 | Top scelta dei fan in tutto il mondo        | Winner          | Candidato/a     |
| 2019 | Miglior esibizione di canto                 | Winner          | Candidato/a     |
| 2020 | Best Vocal Performance – Group              | "Hold"          | Candidato/a     |
| 2020 | Canzone dell'anno                           | "Hold"          | Candidato/a     |

Seoul Music Award
| Anno | Premio                                        | Ricevente | Risultato   |
| ---- | --------------------------------------------- | --------- | ----------- |
| 2015 | Premio bonsang                                | Winner    | Candidato/a |
| 2015 | Premio nuovi artisti                          | Winner    | Candidato/a |
| 2015 | Premio popolarità                             | Winner    | Candidato/a |
| 2015 | Premio speciale Hallyu                        | Winner    | Candidato/a |
| 2017 | Premio bonsang                                | Winner    | Candidato/a |
| 2017 | Premio popolarità                             | Winner    | Candidato/a |
| 2017 | Premio speciale Hallyu                        | Winner    | Candidato/a |
| 2018 | Premio bonsang                                | Winner    | Candidato/a |
| 2018 | Premio popolarità                             | Winner    | Candidato/a |
| 2018 | Premio speciale Hallyu                        | Winner    | Candidato/a |
| 2020 | Premio bonsang                                | Winner    | Candidato/a |
| 2020 | Premio speciale Hallyu Award                  | Winner    | Candidato/a |
| 2020 | Premio popolarità                             | Winner    | Candidato/a |
| 2020 | Premio artista K-pop più popolare su QQ Music | Winner    | Candidato/a |

Soribada Best K-Music Award
| Anno | Premio            | Ricevente | Risultato   |
| ---- | ----------------- | --------- | ----------- |
| 2017 | Premio bonsang    | Winner    | Candidato/a |
| 2017 | Premio popolarità | Winner    | Candidato/a |
| 2018 | Premio bonsang    | Winner    | Candidato/a |
| 2019 | Premio bonsang    | Winner    | Candidato/a |
| 2019 | Premio popolarità | Winner    | Candidato/a |

## Premi internazionali
Tudou Young Choice Award
| Anno | Premio                      | Ricevente | Risultato       |
| ---- | --------------------------- | --------- | --------------- |
| 2014 | Gruppo coreano più popolare | Winner    | Vincitore/trice |

QQ Music Award
| Anno | Premio                        | Ricevente | Risultato       |
| ---- | ----------------------------- | --------- | --------------- |
| 2015 | Miglior nuovo gruppo di forze | Winner    | Vincitore/trice |

MTV Asia Music Gala
| Anno | Premio                              | Ricevente | Risultato       |
| ---- | ----------------------------------- | --------- | --------------- |
| 2016 | Premio per la popolarità all'estero | Winner    | Vincitore/trice |

## Altri premi
| Anno | Evento                   | Premio                                  | Ricevente | Risultato       |
| ---- | ------------------------ | --------------------------------------- | --------- | --------------- |
| 2014 | A-Awards                 | Contemporary (Mont Blanc Homme) Award   | Winner    | Vincitore/trice |
| 2014 | SBS MTV Best of the Best | Principiante dell'anno                  | Winner    | Candidato/a     |
| 2014 | SBS Gayo Daejeon         | Miglior nuovo artista                   | Winner    | Vincitore/trice |
| 2014 | Style Icon Award         | Nuove icone                             | Winner    | Vincitore/trice |
| 2016 | Style Icon Award         | Fantastico K-Style                      | Winner    | Vincitore/trice |
| 2017 | Sports DongA Award       | The Flower Path of the Year             | Winner    | Vincitore/trice |
| 2019 | V Live Award             | Top 10 artisti                          | Winner    | Vincitore/trice |
| 2019 | V Live Award             | Miglior canale – 1 milione di followers | Winner    | Candidato/a     |
| 2019 | V Live Award             | Top 12 globale degli artisti            | Winner    | Vincitore/trice |